# Tom Hyer
Pour les articles homonymes, voir Hyer.
Tom Hyer est un boxeur américain combattant à mains nues né le 1er janvier 1819 et mort le 26 juin 1864 à New York.

## Carrière
Il est considéré comme le premier champion des États-Unis poids lourds le 9 septembre 1841 après sa victoire contre George McChester en 101 rounds et 2h55 de combat! Hyer bat par la suite Yankee Sullivan et conserve son titre jusqu'à l'annonce de son retrait des rings en 1851.

## Distinction
- Tom Hyer est membre de l'International Boxing Hall of Fame depuis 2009[1].